# Carrer dels Mercaders (Girona)
El Carrer Mercaders és un carrer del municipi de Girona.

## Pas porxat
El pas porxat del carrer forma part de l'Inventari del Patrimoni Arquitectònic de Catalunya. Aquesta construcció forma part de l'edificació que delimita la plaça de les Castanyes per la seva banda sud. És construït damunt el carrer Mercaders i forma un espai cobert amb dos arcs lleugerament rebaixats de carreus i una volta amb llunetes laterals. La part superior de l'edifici, plantes pis, no guarda interès, si bé pel mal estat de l'arrebossat es fan visibles alguns fragments de carreus a les parets.
L'edifici es troba al cap del carrer Mercaders, que segons J. Marquès aquesta via no sempre havia estat reservada al gremi sinó que tradicionalment també hi havien residit oficials d'altres professions. Aquest carrer mai no ha estat lloc de pas multitudinari.